# Hyperion (vệ tinh)
Hyperion (/haɪˈpɪəriən/ hy-PEER-ee-ənhy-PEER-ee-ən; tiếng Hy Lạp: Ὑπερίων), còn được biết đến là Saturn VII (7), là một vệ tinh tự nhiên của Sao Thổ được khám phá bởi William Cranch Bond, George Phillips Bond và William Lassell vào năm 1848. Nó có thể được phân biệt bởi hình dáng khác thường của nó, sự tự quay hỗn loạn của nó, và một vẻ ngoài giống như bọt biển không được giải thích. Nó là vệ tinh không có hình tròn đầu tiên được phát hiện.

## Tên gọi
Vệ tinh này được đặt tên theo thần Hyperion, vị thần Titan của sự đề phòng và quan sát – anh trai của Cronus, vị thần tương đương với Sao Thổ trong thần thoại Hy Lạp. Nó cũng được đặt ký hiệu là Saturn VII. Dạng tính từ của cái tên này là Hyperionian.
Cái tên khám phá của vệ tinh Hyperion tới ngay sau khi John Herschel đã gợi ý những cái tên cho bảy vệ tinh đã biết tới trước đó của Sao Thổ trong ấn phẩm năm 1847 của ông Results of Astronomical Observations made at the Cape of Good Hope. William Lassell, người đã nhìn thấy Hyperion hai ngày sau William Bond, đã ủng hộ những cái tên của Herschel và gợi ý cái tên phù hợp với nó. He also beat Bond to publication.

## Đặc điểm vật lý

### Hình dạng
Hyperion là một trong những thiên thể lớn nhất được biết đến có một hình dạng bất thường lớn (không có hình bầu dục, ví dụ, không ở dạng cân bằng thủy tĩnh) trong Hệ Mặt Trời. Vệ tinh lớn hơn duy nhất có hình dạng khác thường được biết tới là vệ tinh của Sao Hải Vương Proteus. Hyperion có khối lượng khoảng 15% của vệ tinh Mimas, vệ tinh có hình elip bé nhất được biết tới. Hố va chạm lớn nhất trên vệ tinh Hyperion thì có đường kính xấp xỉ 121,57 km (75,54 mi) và sâu 10,2 km (6,3 mi). Một lời giải thích có khả năng cho hình dạng bất thường đó là vệ tinh Hyperion là một mảnh vỡ của một thiên thể lớn hơn bị vỡ vụn bởi một vụ va chạm lớn trong quá khứ xa xôi. Một Hyperion nguyên thủy có thể có đường kính vào khoảng 350–1.000 km (220–620 mi). Trải qua khoảng 1.000 năm, vật phóng ra từ một vụ vỡ vụn giả sử của Hyperion đã có tác động lên vệ tinh Titan ở tốc độ chậm, gây tích lũy volatile ở trong bầu khí quyển của vệ tinh Titan.

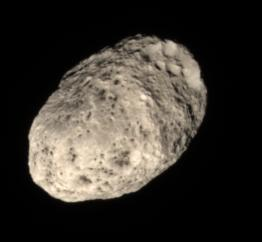
Hình ảnh màu thực của vệ tinh Hyperion, được chụp bởi tàu vũ trụ Cassini.

### Cấu tạo
Giống như hầu hết các vệ tinh tự nhiên khác của Sao Thổ, Khối lượng riêng thấp của vệ tinh Hyperion chỉ ra rằng nó được tạo phần lớn bởi nước đá với chỉ một lượng nhỏ đá. Các nhà khoa học nghĩ rằng vệ tinh Hyperion có thể tương tự với một đống đá vụn phát triển dần lên quanh một hạt nhân một cách lỏng lẻo trong cấu tạo vật lý của nó. Tuy nhiên, không giống với hầu hết các vệ tinh của Sao Thổ, vệ tinh Hyperion có suất phản chiếu thấp (0.2–0.3), chỉ ra rằng là nó được bao phủ bởi ít nhất một lớp mỏng vật chất tối. Đây có thể là vật chất từ vệ tinh Phoebe (thứ tối hơn nhiều) mà đi qua vệ tinh Iapetus. Vệ tinh Hyperion có màu đỏ hơn so với vệ tinh Phoebe và gần giống với màu vật chất tối trên vệ tinh Iapetus.
Hyperion có độ rỗng vào khoảng 0,46.

### Đặc điểm bề mặt
Voyager 2 đi qua hệ thống Sao Thổ, nhưng chỉ chụp vệ tinh Hyperion từ một khoảng cách nhất định. Nó thấy được các hố va chạm đơn độc và một gờ lồi lớn, nhưng không thể dựng lên được kết cấu của bề mặt của vệ tinh Hyperion. Những hình ảnh ban đầu từ tàu bay theo quỹ đạo Cassini đã gợi ra một vẻ bề ngoài khác thường, nhưng phải tới đợt bay ngang qua được định sẵn đầu tiên của tàu Cassini vào ngày 25 tháng 9 năm 2005 thì sự lạ lùng của Hyperion mới được tiết lộ toàn bộ.
Bề mặt của vệ tinh Hyperion được bao phủ bởi những hố va chạm sâu và có rìa sắc nét khiến cho nó có vẻ ngoài của một con bọt biển khổng lồ. Vật chất tối lấp đầy đáy của mỗi hố va chạm. Chất màu đỏ chứa một chuỗi dài gồm carbon và hydro và có vẻ rất giống với vật chất tìm thấy ở các vệ tinh Sao Thổ khác, đáng chú ý nhất là vệ tinh Iapetus. Các nhà khoa học quy bề ngoài giống bọt biển khác thường của vệ tinh Hyperion cho sự thật là nó có khối lượng riêng thấp một cách khác thường so với một vật thể lớn. Khối lượng riêng thấp khiến vệ tinh Hyperion khá rỗ, với một trọng lực bề mặt yếu. Những đặc điểm này có nghĩa là những vật thể va chạm có xu hướng đè nén bề mặt hơn là đào xới bề mặt lên, và hầu hết vật chất bị thổi bay khỏi bề mặt thì không bao giờ quay trở lại.
Các phân tích dữ liệu mới nhất có được từ tàu Cassini trong chuyến bay qua vệ tinh Hyperion của nó trong năm 2005 và 2006 cho thấy khoảng 40 phần trăm vệ tinh này là khoảng không trống rỗng. Vào tháng 7 năm 2007, các nhà khoa học đã biết rằng độ rỗng này cho phép các hố va chạm giữ nguyên gần như không thay đổi qua thời gian. Các phân tích mới cũng xác nhận rằng vệ tinh Hyperion được cấu tạo nên chủ yếu bởi nước đá với rất ít đá.

## Quỹ đạo tự quay

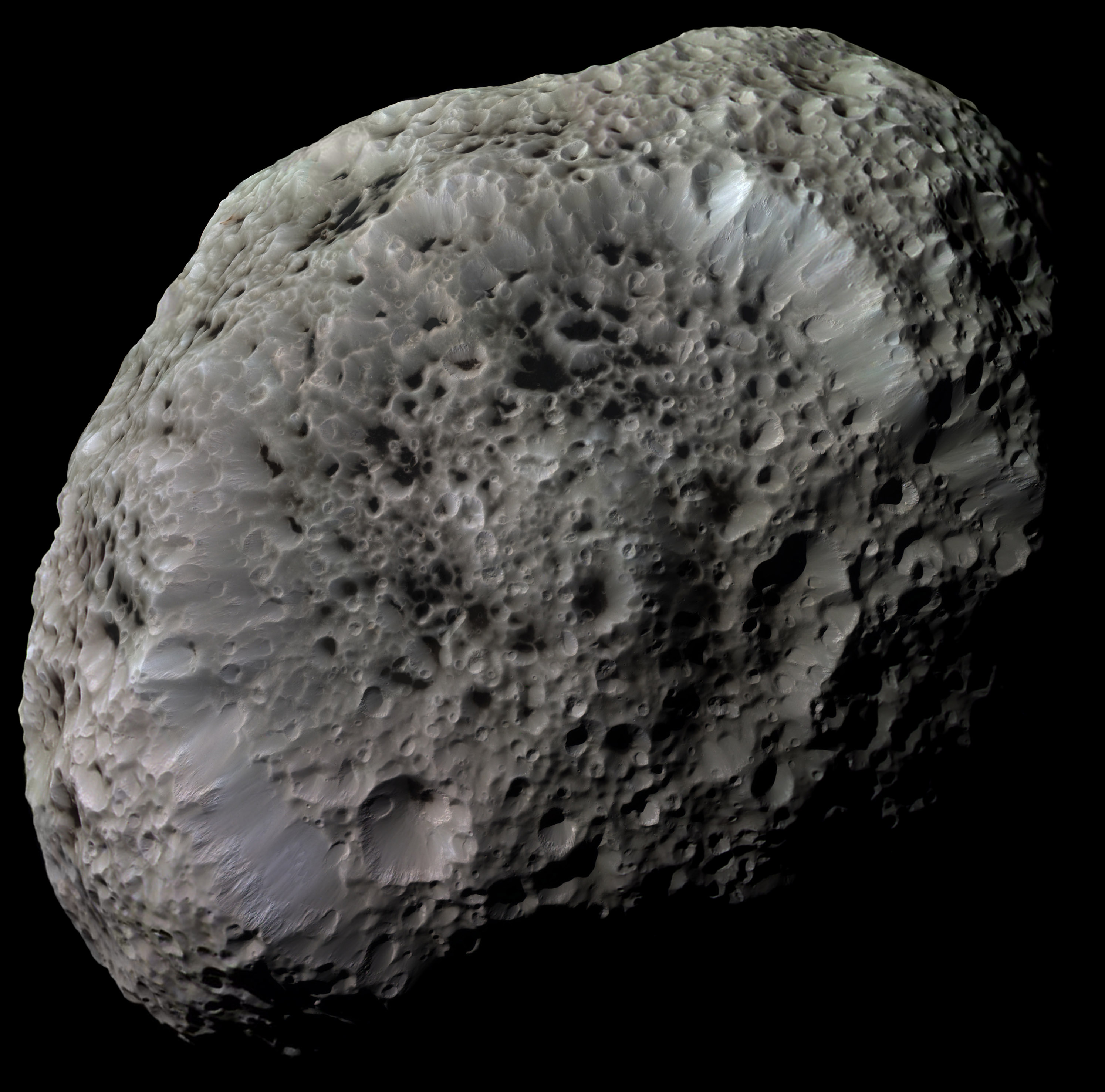
Hyperion with image processing to bring out details. Taken by the Cassini space probe.

Các bức ảnh từ tàu Voyager 2 và sau đó là phép đo sáng từ mặt đất cho biết rằng vệ tinh Hyperion có một quỹ đạo tự quay hỗn loạn, đó là, trục tự quay của nó lắc lư nhiều tới nỗi định hướng của nó trong không gian là không thể dự đoán được. Thời gian Lyapunov của nó là vào khoảng 30 ngày. Vệ tinh Hyperion, cùng với vệ tinh của Sao Diêm Vương Nix và vệ tinh Hydra, là một trong số ít các vệ tinh trong Hệ Mặt trời được biết đến có một quỹ đạo tự quay hỗn loạn, mặc dù các nhà khoa học cho rằng đây là một điều phổ biến trong các tiểu hành tinh đôi. Nó là vệ tinh tự nhiên của hành tinh thông thường duy nhất trong Hệ Mặt trời được biết đến là không khóa thủy triều.
Trong số các vệ tinh lớn thì vệ tinh Hyperion khá độc đáo vì nó dị hình, có quỹ đạo lệch tâm khá lớn, và ở gần một vệ tinh lớn hơn nhiều đó là vệ tinh Titan. Các nhân tố này kết hợp lại đã hạn chế chuỗi điều kiện cho phép một quỹ đạo tự quay ổn định. Cộng hưởng quỹ đạo 3:4 giữa vệ tinh Titan và vệ tinh Hyperion có thể đồng thời khiến quỹ đạo tự quay dễ bất ổn hơn. Việc quỹ đạo tự quay của nó không bị khóa hẳn cũng góp phần vào sự giống nhau tương đối của bề mặt của Hyperion, đối lập với nhiều vệ tinh khác của Sao Thổ, những vệ tinh có các bán cầu thò ra thụt vào một cách đối lập nhau.

## Khám phá
Hyperion đã được chụp ảnh một vài lần từ một khoảng cách tương đối bởi tàu bay theo quỹ đạo Cassini. Chuyến bay qua được định sẵn ở khoảng cách gần đầu tiên diễn ra ở khoảng cách 500 km (310 mi) vào ngày 26 tháng 9 năm 2005. Cassini tiếp cận vệ tinh Hyperion ở khoảng cách gần thêm hai lần nữa vào ngày 25 tháng 8 năm 2011 và ngày 16 tháng 9 năm 2011, khi nó đi qua ở khoảng cách 58.000 km (36.000 mi). Chuyến bay qua cuối cùng của tàu Cassini là vào ngày 31 tháng 5 năm 2015 ở khoảng cách vào khoảng 34.000 km (21.000 mi).